# Billy Cordell
Billy Cordell is een Amerikaanse muzikant. Cordell is het meest bekend als bassist van de band Yawning Man waarmee hij het album Pot Head opnam. Hij is een muzikant uit de Palm Desert Scene.

## Biografie
Cordell begon als bassist in de band The Whizards met onder andere Brant Bjork op drum nadat hij uit de band Kyuss stapte en Mike Pygmie. Hierna sloot hij zich aan bij de band Unsound, die lokaal bekend werd tijdens de generator parties waar Kyuss ook naam maakte.
In 2005 nam hij met de band Yawning Man het album Pot Head op en in 2008 het album Vista Point. Hij is ook te zien op de dvd van deze band Live at W2 Den Bosch. In 2012 toerde Cordell opnieuw met de band door Europa.
In 2010 speelde hij basgitaar op het zevende album van Brant Bjork Gods & Goddesses. Hij ging mee tijdens de tour om het album te promoten.
In 2012 steunde hij de tour van Kyuss Lives! als bassist. Hij speelde met deze band op Pinkpop.
Cordell wordt sterk beïnvloed door bands als: Soul Opus, Oddio Gasser, Bill Ward, Nick Cave, White Denim, The Doors, Captain Beefheart & His Magic Band, Auto Modown, Terry Reid, Fatso Jetson, Ramones, Black Sabbath, Bob Marley, Brant Bjork, Tom Waits, Gram Rabbit, Radiohead, The Vile, The Jack Saints, Yawning Man, Kyuss Lives!, PJ Harvey, Faith No More, Hotel Wrecking City Traders.

## Discografie

### MetYawning Man
| Jaar | Titel                  | Instrument |
| 2005 | "Pot Head"             | basgitaar  |
| 2005 | "Live at W2 Den Bosch" | basgitaar  |
| 2008 | "Vista Point"          | basgitaar  |

### MetBrant Bjork
| Jaar | Titel              | Instrument |
| 2010 | "Gods & Goddesses" | basgitaar  |